# West-Thürings voetbalkampioenschap 1930/31
In 1930/31 werd het vijftiende voetbalkampioenschap van West-Thüringen gespeeld, dat georganiseerd werd door de Midden-Duitse voetbalbond. 
SpVgg Zella-Mehlis 06 werd kampioen en plaatste zich voor de Midden-Duitse eindronde. De club verloor meteen van SC 1911 Stadtilm.

## Gauliga
| Plaats | Club                       | Wed. | W  | G | V  | Saldo | Ptn.  |
| ------ | -------------------------- | ---- | -- | - | -- | ----- | ----- |
| 1.     | SpVgg Zella-Mehlis 06      | 18   | 17 | 0 | 1  | 84:24 | 34:2  |
| 2.     | SpVgg Gelb-Rot Meiningen   | 18   | 13 | 1 | 4  | 60:22 | 27:9  |
| 3.     | SV Union Zella-Mehlis      | 18   | 11 | 2 | 5  | 56:41 | 24:12 |
| 4.     | TuS Steinbach-Hallenberg   | 18   | 8  | 1 | 9  | 46:56 | 17:19 |
| 5.     | SC Wasungen 08             | 18   | 7  | 1 | 10 | 39:53 | 15:21 |
| 6.     | VfL Meiningen 04           | 18   | 5  | 4 | 9  | 37:45 | 14:22 |
| 7.     | SV 1904 Schmalkalden       | 18   | 6  | 2 | 10 | 40:54 | 14:22 |
| 8.     | SV Wacker 04 Bad Salzungen | 18   | 5  | 2 | 11 | 37:51 | 12:24 |
| 9.     | FC Barchfeld an der Werra  | 18   | 5  | 2 | 11 | 35:52 | 12:24 |
| 10.    | SC 07 Schleusingen         | 18   | 5  | 1 | 12 | 38:74 | 11:25 |

|  | Kampioen, geplaatst voor Midden-Duitse eindronde |
|  | Degradatie                                       |